# Forelius nigriventris
Forelius nigriventris es una especie de hormiga del género Forelius, subfamilia Dolichoderinae. Fue descrita científicamente por Forel en 1912.
Se distribuye por Argentina, Bolivia y Paraguay. Se ha encontrado a elevaciones de hasta 1300 metros. Vive en microhábitats como el forraje.